# ناثان ريس
ناثان ريس هو نقابي وسياسي أسترالي، ولد في 12 فبراير 1968 في سيدني في أستراليا. نشط حزبياً في حزب العمال الأسترالي. وقد انتخب عضو الجمعية التشريعية لنيو ساوث ويلز ‏ وانتخب Premier of New South Wales ‏ (5 سبتمبر 2008 – 4 ديسمبر 2009).